# Varinder Singh

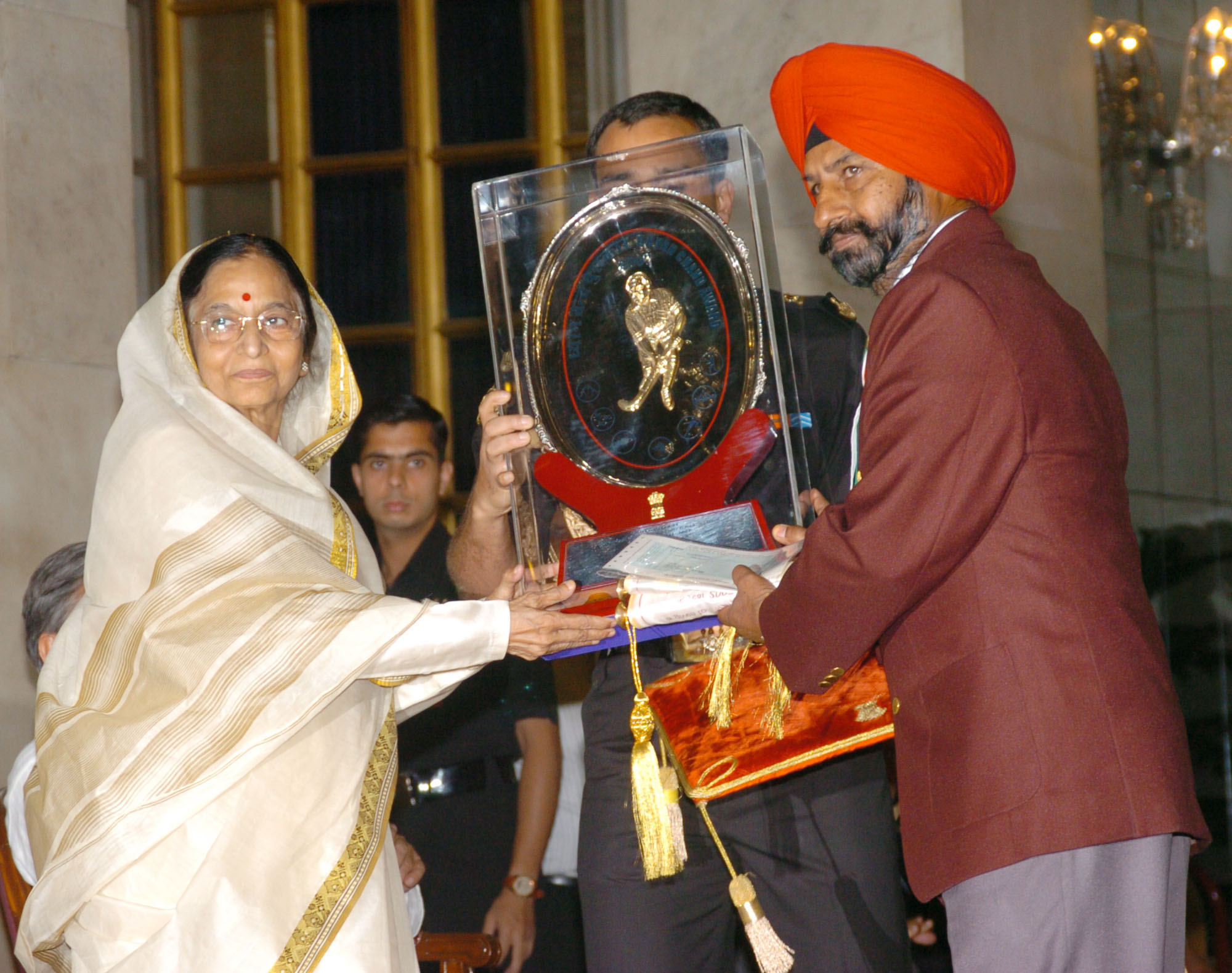
Die indische Präsidentin Pratibha Patil überreicht den Dhyan Chand Award 2007 an Varinder Singh

Varinder Singh, auch Virinder Singh, (* 16. Mai 1947; † 28. Juni 2022 in Jalandhar, Indien) war ein indischer Hockeyspieler. Er gewann mit der indischen Hockeynationalmannschaft bei den Olympischen Spielen 1972 Bronze und war 1975 Weltmeister.

## Karriere
Der 1,60 m große Verteidiger Varinder Singh gehörte ab 1972 zur indischen Nationalmannschaft. Bei den Olympischen Spielen in München gewannen die Inder ihre Vorrundengruppe, unterlagen aber im Halbfinale den Pakistanern mit 0:2. Im Spiel um Bronze bezwangen sie die niederländische Mannschaft mit 2:1. Bei der Weltmeisterschaft 1973 in Amstelveen belegten die Inder in der Vorrunde den zweiten Platz hinter der deutschen Mannschaft. Mit einem 1:0-Sieg über Pakistan im Halbfinale erreichte die indische Mannschaft das Finale, dort unterlagen sie den Niederländern im Shootout. Im Jahr darauf unterlagen die Inder im Finale der Asienspiele 1974 der Mannschaft Pakistans. Bei der Weltmeisterschaft 1975 in Kuala Lumpur gewannen die Inder ihre Vorrundengruppe und bezwangen im Halbfinale die Mannschaft Malaysias. Im Finale trafen Indien und Pakistan aufeinander. Die Inder siegten mit 2:1 und gewannen damit den bislang einzigen Weltmeistertitel für ihr Land. Im Jahr darauf bei den Olympischen Spielen in Montreal siegten die Niederländer in ihrer Vorrundengruppe, dahinter lagen die australische Mannschaft und die indische Mannschaft gleichauf. Daraufhin wurde ein Entscheidungsspiel ausgetragen, das die Australier im Penalty-Schießen gewannen. In den Platzierungsspielen belegten die Inder den siebten Platz. Die indische Mannschaft verpasste damit zum ersten Mal eine olympische Medaille, nachdem sie seit 1928 sieben Goldmedaillen, eine Silbermedaille und zwei Bronzemedaillen bei olympischen Hockeyturnieren erkämpft hatte. Bei der Weltmeisterschaft 1978 belegten die Inder den sechsten Platz. Ende 1978 unterlagen sie im Finale der Asienspiele 1978 den Pakistanern.
Varinder Singh spielte für das Team der Indian Railways.
Am 28. Juni 2022 starb er in einem Krankenhaus in Jalandhar im Alter von 75 Jahren.